# Marwayne
Marwayne is een plaats in de Canadese provincie Alberta en telt 516 inwoners (2006).